# Aristolochia medellinensis
Aristolochia medellinensis är en piprankeväxtart som beskrevs av Frederico Carlos Hoehne. Aristolochia medellinensis ingår i släktet piprankor, och familjen piprankeväxter. Inga underarter finns listade i Catalogue of Life.